# Cestnik
Cestnik je priimek v Sloveniji, ki ga je po podatkih Statističnega urada Republike Slovenije na dan 1. januarja 2010 uporabljalo 413 oseb in je med vsemi priimki po pogostosti uporabe uvrščen na 831. mesto.

## Znani nosilci priimka
- Anton Cestnik (1868—1947), rimskokatoliški duhovnik in politik
- Bojan Cestnik, računalnikar
- Branko Cestnik (*1965), klaretinec, teolog in filozof, publicist, pisatelj
- Ivan Cestnik (1913—1991), zdravnik pulmolog (Topolšica)
- Mare Cestnik (*1962), pisatelj
- Peter Cestnik (1895—1970), učitelj telovadbe in športni strelec
- Tatjana Cestnik (*1966), založnica, urednica, prevajalka
- Vesna Cestnik Tehovnik, baletna pedagoginja
- Vojka Cestnik, arheologinja
- Vojteh Cestnik (*1948), veterinar